# Фредгольм, Эрик Ивар
Эрик Ивар Фре́дгольм (швед. Erik Ivar Fredholm; 7 апреля 1866, Стокгольм — 17 августа 1927, Мёрбю) — шведский математик, профессор Стокгольмского университета (с 1906). Известен работами по теории линейных интегральных уравнений и теории операторов.

## Биография
Фредгольм родился в Стокгольме в 1866 году. В 1898 под руководством Миттаг-Леффлера в Уппсальском университете он защитил докторскую диссертацию. С 1898 по 1906 годы был доцентом, а с 1906 года и до своей смерти — профессором Стокгольмского университета.
В 1911 он женился на Агнес Марии Лильеблад, секретарше Миттаг-Леффлера.

## Вклад в науку
Фредгольм ввёл и затем анализировал целый класс интегральных уравнений, впоследствии названных уравнениями Фредгольма. В рамках своей теории он изучал обобщение понятия определителя, а также доказал ряд теорем.

## Основные работы
- E.I.Fredholm "Sur une nouvelle methode pour la resolution du probleme de Dirichlet" (Kong. Vetenskaps - Akademiens Forh. Stockholm, 1900, S. 39-46) " И. Г. Петровский, Лекции по теории интегральных уравнений, стр. 8".
- E.I. Fredholm, «Sur une classe d’equations fonctionnelles», Acta mathematica , 27 (1903) pp. 365–390.
- Fredholm, I. Oeuvres complètes de Ivar Fredholm. — Malmö: Litos Reprotryck, 1955.

## Объекты, названные в честь учёного
- Кратер Фредгольм
- Аналитическая теорема Фредгольма[англ.]
- Определитель Фредгольма[англ.]
- Уравнение Фредгольма
- Альтернатива Фредгольма
- Ядро Фредгольма
- Оператор Фредгольма
- Теория Фредгольма